# Oussama Hammad
Oussama Hamada (arabe : أسامة حماد) est un homme politique libyen, nommé Premier ministre par intérim de la Libye par la Chambre des représentants le 16 mai 2023. Il a succédé à Fathi Bachagha et était auparavant son ministre des Finances.
Son gouvernement est soutenu par la Chambre des représentants, fidèle à l'Armée nationale libyenne dirigée par Khalifa Haftar qui contrôle tout l'est et le sud du pays. Cependant, seul le gouvernement de Abdel Hamid Dbeibah est reconnu par la communauté internationale. Le 13 août 2024, après avoir déclaré que le mandat de Dbeibah a pris fin, la Chambre des représentants déclare Hammad comme le seul Premier ministre légitime.